# عائشة سنوسي
عائشة السنوسي، هي فنانة رائدة من الحمامات في تونس.

## سيرتها الذاتية
ولدت السنوسي في تونس عام 1989 وبدأت في الرسم في سن مبكرة جدًا وهي تعيش وتعمل حاليًا في باريس. 
درست الفنون الجميلة في المعهد العالي للفنون الجميلة في تونس، ثم حصلت على درجة الماجستير في الفنون الجميلة في جامعة باريس السوربون.  تعيش حاليًا وتعمل في باريس.  في البداية تدربت السنوسي على فن النقش، ولكنها ترسم حاليًا بالحبر والطلاء. دُعيت للتحدث عن الفن والحركة النسائية في مركز بومبيدو في عام 2019. 

## المعارض
في عام 2017 ، عُرضت أعمال السنوسي في معرض آرت باريس المعاصر ، والذي عرض فيه العديد من الفنانين من جميع أنحاء إفريقيا.